# Dangerous World Tour
Dangerous World Tour – druga światowa trasa Michaela Jacksona. Odbyła się w Europie, Ameryce Łacińskiej i Azji. Trwała od 27 czerwca 1992 do 11 listopada 1993. Sponsorem był koncern Pepsi. Odbyło się 69 koncertów przed 3,9 mln fanów.
Wiele koncertów z przyczyn zdrowotnych a później za sprawą rozprawy o molestowanie nieletnich nie odbyło się, szczególnie w trzeciej fazie tourne.

## Lista utworów

### Pierwsza połowa
1. Jam
2. Wanna Be Startin’ Somethin’
3. Human Nature
4. Smooth Criminal
5. I Just Can't Stop Loving You (wraz z Siedah Garrett)
6. She's Out of My Life
7. The Jackson 5 Medley:
  - I Want You Back
  - The Love You Save
  - I'll Be There
8. Thriller
9. Billie Jean
10. Black or White (fragment teledysku)
11. Working Day and Night
12. Beat It
13. Someone Put Your Hand Out (fragment instrumentalny)
14. Will You Be There
15. The Way You Make Me Feel (od 27 czerwca do 15 lipca i od 12 grudnia do 19 grudnia 1992)
16. Bad (od 27 czerwca do 15 lipca i od 12 grudnia do 19 grudnia 1992)
17. Black or White
18. We Are the World (fragment teledysku)
19. Heal the World
20. In the Closet (instrumentalnie, tylko w Tuluzie)
21. Man in the Mirror

### Druga połowa
1. Jam
2. Wanna Be Startin’ Somethin’
3. Human Nature
4. Smooth Criminal
5. I Just Can't Stop Loving You (wraz z Siedah Garrett)
6. She's Out of My Life
7. The Jackson 5 Medley:
  - I Want You Back
  - The Love You Save
  - I'll Be There
8. Thriller
9. Billie Jean
10. Black or White (część teledysku)
11. Someone Put Your Hand Out (fragment instrumentalny)
12. Will You Be There
13. Dangerous
14. Black or White
15. We Are the World
16. Heal the World
17. Man in the Mirror (tylko niektóre koncerty)

- Pierwotna lista piosenek na pierwszą część zawierała takie piosenki jak "The Way You Make Me Feel" i "Bad" lecz zostały usunięte po ósmym koncercie w Oslo. Przywrócono je na pierwsze cztery koncerty w Tokio.

- Man in the Mirror nie zawsze były realizowane w drugiej części.
- Gitarzysta Slash pojawił się podczas ostatnich koncertów w Tokio.
- Olbrzymia kula ziemska nie była używana w Oviedo jak także w jego następnej trasie koncertowej.
- Podczas koncertu w Monachium podczas "Jam" Michael nosił czarny mundur. Po zakończeniu koncertu zaprojektował niebieski mundur, który nosił do końca pierwszej połowy. Ten sam mundur nosił podczas The Jackson 5 Medley w Argentynie.

## Informacje o koncertach
| Nr                 | Data                 | Miasto                 | Państwo         | Miejsce                        |
| Europa             | Europa               | Europa                 | Europa          | Europa                         |
| ------------------ | -------------------- | ---------------------- | --------------- | ------------------------------ |
| 1                  | 27 czerwca 1992      | Monachium              | Niemcy          | Stadion Olimpijski             |
| 2                  | 30 czerwca 1992      | Rotterdam              | Holandia        | Stadion Feijenoord             |
| 3                  | 1 lipca 1992         | Rotterdam              | Holandia        | Stadion Feijenoord             |
| 4                  | 4 lipca 1992         | Rzym                   | Włochy          | Stadion Flaminio               |
| 5                  | 6 lipca 1992         | Monza                  | Włochy          | Stadion Brianteo               |
| 6                  | 7 lipca 1992         | Monza                  | Włochy          | Stadion Brianteo               |
| 7                  | 11 lipca 1992        | Kolonia                | Niemcy          | Stadion Mungersdorfer          |
| 8                  | 15 lipca 1992        | Oslo                   | Norwegia        | Stadion Valle Hovin            |
| 9                  | 17 lipca 1992        | Sztokholm              | Szwecja         | Stadion Olimpijski             |
| 10                 | 18 lipca 1992        | Sztokholm              | Szwecja         | Stadion Olimpijski             |
| 11                 | 20 lipca 1992        | Kopenhaga              | Dania           | Gentofte Stadion               |
| 12                 | 22 lipca 1992        | Werchter               | Belgia          | Festival Ground                |
| 13                 | 25 lipca 1992        | Dublin                 | Irlandia        | Lansdowne Road                 |
| 14                 | 30 lipca 1992        | Londyn                 | Wielka Brytania | Stadion Wembley                |
| 15                 | 31 lipca 1992        | Londyn                 | Wielka Brytania | Stadion Wembley                |
| 16                 | 5 sierpnia 1992      | Cardiff                | Wielka Brytania | Cardiff Arms Park              |
| 17                 | 8 sierpnia 1992      | Brema                  | Niemcy          | Weserstadion                   |
| 18                 | 10 sierpnia 1992     | Hamburg                | Niemcy          | Imtech Arena                   |
| 19                 | 13 sierpnia 1992     | Hameln                 | Niemcy          | Weserbergland Stadium          |
| 20                 | 16 sierpnia 1992     | Leeds                  | Wielka Brytania | Roundhay Park                  |
| 21                 | 18 sierpnia 1992     | Glasgow                | Wielka Brytania | Glasgow Green                  |
| 22                 | 20 sierpnia 1992     | Londyn                 | Wielka Brytania | Stadion Wembley                |
| 23                 | 22 sierpnia 1992     | Londyn                 | Wielka Brytania | Stadion Wembley                |
| 24                 | 23 sierpnia 1992     | Londyn                 | Wielka Brytania | Stadion Wembley                |
| 25                 | 26 sierpnia 1992     | Wiedeń                 | Austria         | Ernst-Happel-Stadion           |
| 26                 | 28 sierpnia 1992     | Frankfurt              | Niemcy          | Waldstadion                    |
| 27                 | 30 sierpnia 1992     | Ludwigshafen am Rhein  | Niemcy          | Südweststadion                 |
| 28                 | 2 września 1992      | Bayreuth               | Niemcy          | Volks Stadium                  |
| 29                 | 4 września 1992      | Berlin                 | Niemcy          | Stadion Jahn                   |
| 30                 | 8 września 1992      | Lozanna                | Szwajcaria      | La Pontaise Stadium            |
| 31                 | 13 września 1992     | Paryż                  | Francja         | Hippodrome de Vincennes        |
| 32                 | 16 września 1992     | Tuluza                 | Francja         | Stadium Municipal              |
| 33                 | 18 września 1992     | Barcelona              | Hiszpania       | Stadion Olimpijski             |
| 34                 | 21 września 1992     | Oviedo                 | Hiszpania       | Estadio Carlos Tartiere        |
| 35                 | 23 września 1992     | Madryt                 | Hiszpania       | Estadio Vicente Calderón       |
| 36                 | 26 września 1992     | Lizbona                | Portugalia      | Estádio José Alvalade          |
| 37                 | 1 października 1992  | Bukareszt              | Rumunia         | Stadion Narodowy               |
| Azja               |                      |                        |                 |                                |
| 38                 | 12 grudnia 1992      | Tokio                  | Japonia         | Tokyo Dome                     |
| 39                 | 14 grudnia 1992      | Tokio                  | Japonia         | Tokyo Dome                     |
| 40                 | 17 grudnia 1992      | Tokio                  | Japonia         | Tokyo Dome                     |
| 41                 | 19 grudnia 1992      | Tokio                  | Japonia         | Tokyo Dome                     |
| 42                 | 22 grudnia 1992      | Tokio                  | Japonia         | Tokyo Dome                     |
| 43                 | 24 grudnia 1992      | Tokio                  | Japonia         | Tokyo Dome                     |
| 44                 | 30 grudnia 1992      | Tokio                  | Japonia         | Tokyo Dome                     |
| 45                 | 31 grudnia 1992      | Tokio                  | Japonia         | Tokyo Dome                     |
| Azja               |                      |                        |                 |                                |
| 46                 | 24 sierpnia 1993     | Bangkok                | Tajlandia       | Stadion Narodowy               |
| 47                 | 27 sierpnia 1993     | Bangkok                | Tajlandia       | Stadion Narodowy               |
| 48                 | 29 sierpnia 1993     | Singapur               | Singapur        | Stadion Narodowy               |
| 49                 | 1 września 1993      | Singapur               | Singapur        | Stadion Narodowy               |
| 50                 | 4 września 1993      | Tajpej                 | Tajwan          | Stadion Miejski                |
| 51                 | 6 września 1993      | Tajpej                 | Tajwan          | Stadion Miejski                |
| 52                 | 10 września 1993     | Fukuoka                | Japonia         | Fukuoka Dome                   |
| 53                 | 11 września 1993     | Fukuoka                | Japonia         | Fukuoka Dome                   |
| Europa             |                      |                        |                 |                                |
| 54                 | 15 września 1993     | Moskwa                 | Rosja           | Stadion Łużniki                |
| Azja               |                      |                        |                 |                                |
| 55                 | 19 września 1993     | Tel Awiw               | Izrael          | Park ha-Jarkon                 |
| 56                 | 21 września 1993     | Tel Awiw               | Izrael          | Park ha-Jarkon                 |
| Europa             |                      |                        |                 |                                |
| 57                 | 23 września 1993     | Stambuł                | Turcja          | Stadion İnönü                  |
| 58                 | 26 września 1993     | Santa Cruz de Tenerife | Hiszpania       | Port of Santa Cruz de Tenerife |
| Ameryka Południowa |                      |                        |                 |                                |
| 59                 | 8 października 1993  | Buenos Aires           | Argentyna       | River Plate Stadium            |
| 60                 | 10 października 1993 | Buenos Aires           | Argentyna       | River Plate Stadium            |
| 61                 | 12 października 1993 | Buenos Aires           | Argentyna       | River Plate Stadium            |
| 62                 | 15 października 1993 | São Paulo              | Brazylia        | Stadion Morumbi                |
| 63                 | 17 października 1993 | São Paulo              | Brazylia        | Stadion Morumbi                |
| 64                 | 23 października 1993 | Santiago               | Chile           | Narodowy Stadion               |
| Ameryka Północna   |                      |                        |                 |                                |
| 65                 | 29 października 1993 | Meksyk                 | Meksyk          | Stadion Azteca                 |
| 66                 | 31 października 1993 | Meksyk                 | Meksyk          | Stadion Azteca                 |
| 67                 | 7 listopada 1993     | Meksyk                 | Meksyk          | Stadion Azteca                 |
| 68                 | 9 listopada 1993     | Meksyk                 | Meksyk          | Stadion Azteca                 |
| 69                 | 11 listopada 1993    | Meksyk                 | Meksyk          | Stadion Azteca                 |